# Peugeot 505
Peugeot 505 – produkowany był przez francuską firmę Peugeot między 1979 a 1992 rokiem. 
Następca Peugeota 504 produkowany był w wersji sedan oraz Break (pięciomiejscowe kombi) i Familiale (ośmiomiejscowe kombi).

## Opis modelu
Stylizacja była podobna do modelu 504. W plebiscycie na Europejski Samochód Roku 1980 samochód zajął 3. pozycję (za Lancią Deltą i Oplem Kadettem D).

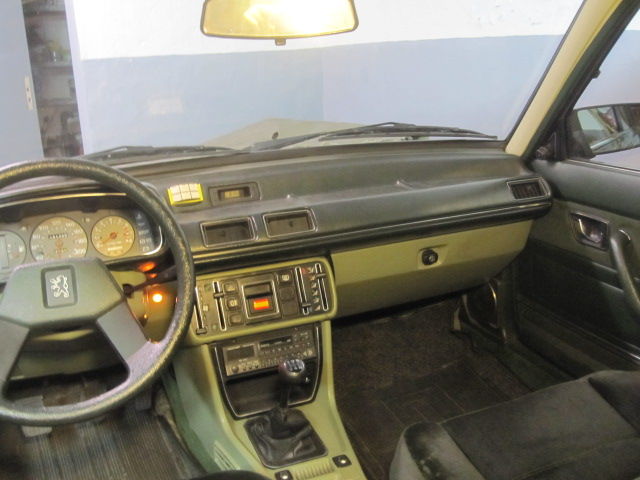
Deska rozdzielcza

Peugeot 505 chwalony jest za trwałość zawieszenia, trakcję i komfort podróży, szczególnie na nieutwardzonych nawierzchniach; być może było to jedną z przyczyn jego popularności w mniej rozwiniętych państwach. Nadal jest samochodem często spotykanym w krajach afrykańskich. 
Firma Dangel stworzyła jego wersję z napędem 4x4 (kilkadziesiąt sztuk), która była dostępna z jednym z dwóch silników: turbodieslem z intercoolerem o mocy 110 KM (81 kW) oraz z silnikiem benzynowym o pojemności 2,2 litra o mocy 130 KM (96 kW). Wersja z napędem na cztery koła miała także krótsze przełożenia skrzyni biegów.
Od 1985 roku model ten został poddany facelifting-owi, włącznie z dużymi zmianami wnętrza, ale europejska produkcja Peugeota 505 zaczęła spadać, co było następstwem wprowadzenia mniejszego Peugeota 405 w końcu roku 1987 i zakończyła się w roku 1992, jakiś czas po wprowadzeniu Peugeota 605.

## Dane techniczne (505 GTD Turbo)
- R4 2,5 l (2498 cm³), 2 zawory na cylinder, OHV, turbodoładowany diesel
- Układ zasilania: wtrysk
- Średnica × skok tłoka: 94,00 mm × 90,00 mm
- Stopień sprężania: 21,:1
- Moc maksymalna: 96 KM (70,8 kW) przy 4150 obr./min
- Maksymalny moment obrotowy: 206 N•m przy 2000 obr./min
- Prędkość maksymalna: 171 km/h

## Dane techniczne (505 GTi Turbo)
- R4 2,2 l (2155 cm³), 2 zawory na cylinder, SOHC, turbo
- Układ zasilania: wtrysk
- Średnica × skok tłoka: 91,70 mm × 81,58 mm
- Stopień sprężania: 7,5:1
- Moc maksymalna: 152 KM (111,9 kW) przy 5200 obr./min
- Maksymalny moment obrotowy: 232 N•m przy 3000 obr./min
- Prędkość maksymalna: 200 km/h

## Galeria

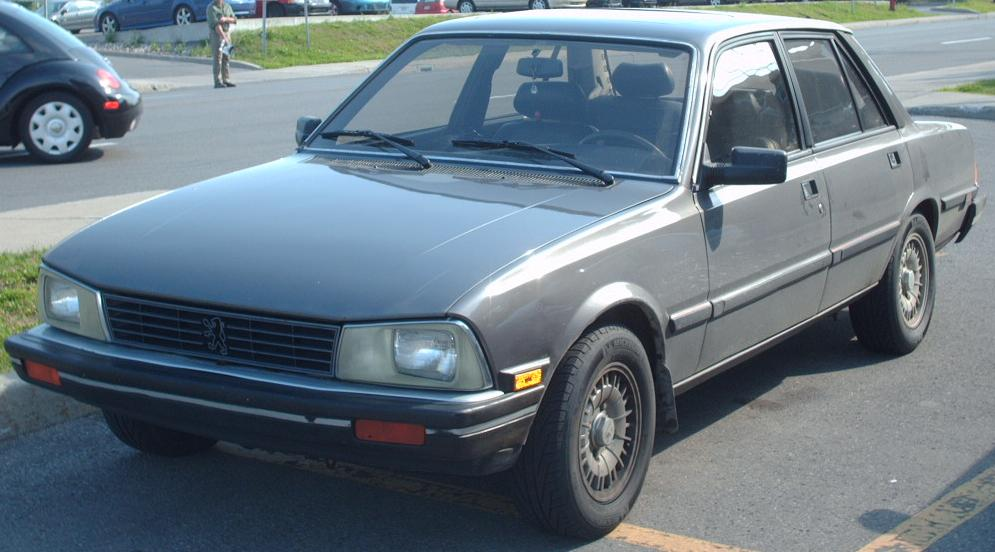
Peugeot 505 sedan
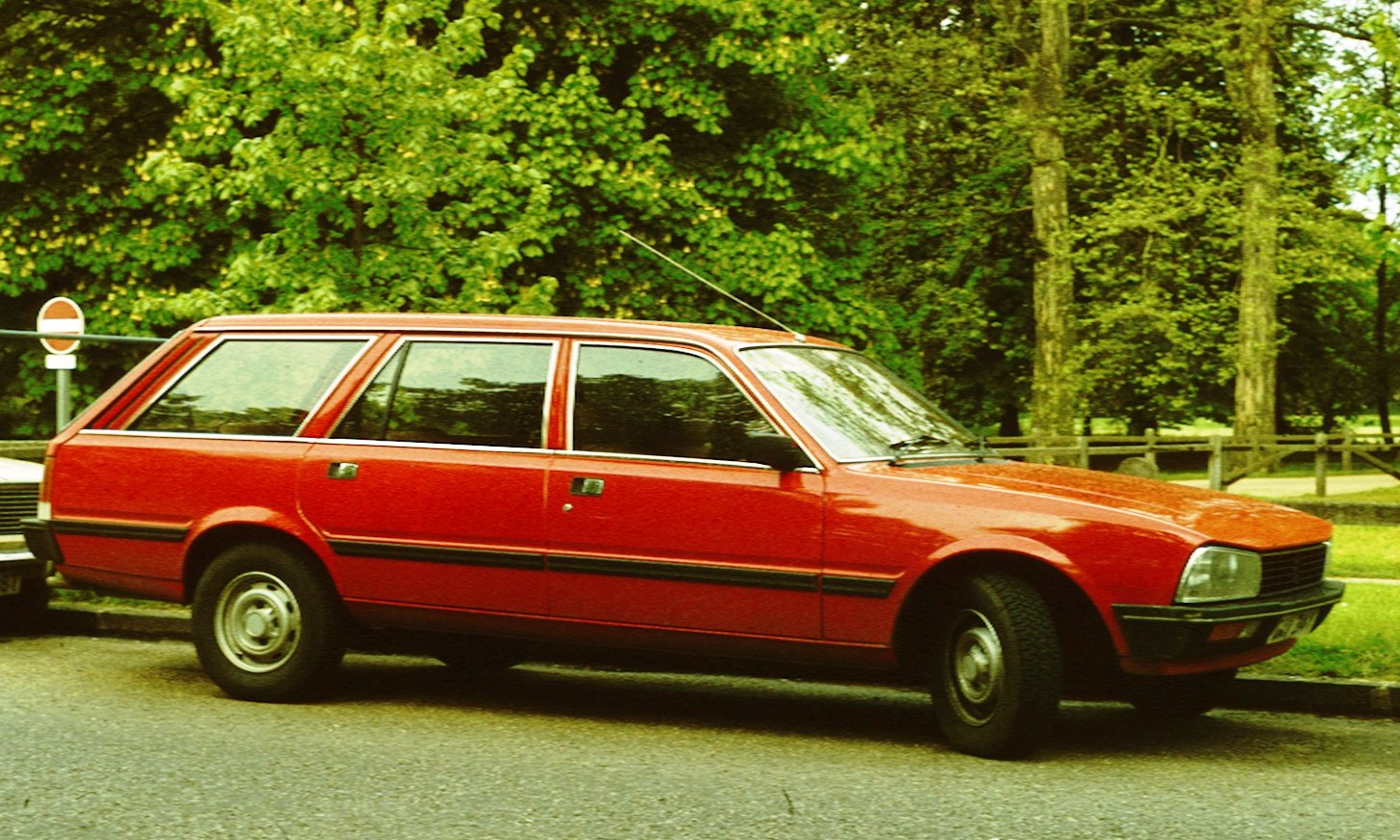
Peugeot 505 kombi
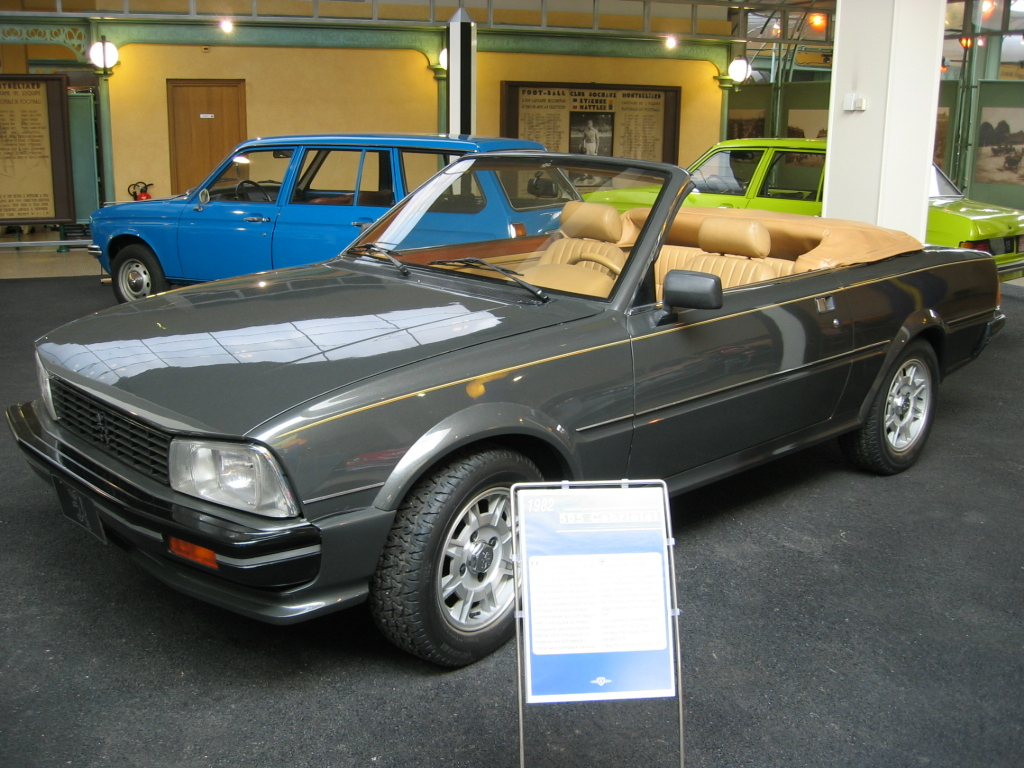
Peugeot 505 cabrio
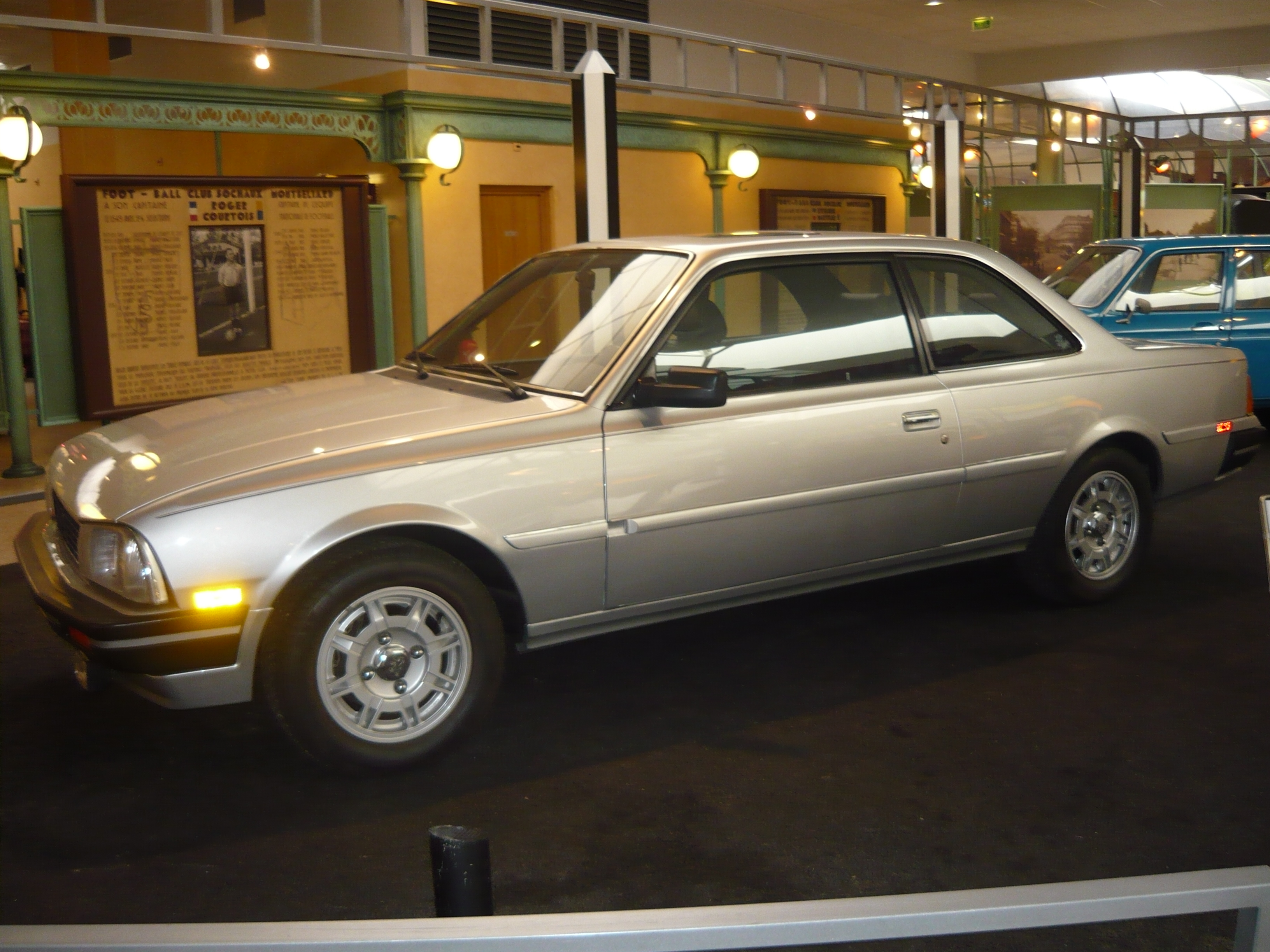
Prototypowy Peugeot 505 coupé